# Elijah Wilson
Elijah Wilson (Wilmington, 14 maggio 1994) è un cestista statunitense.

## Palmarès

### Club
- Campionato austriaco: 1

Kapfenberg Bulls: 2018-19
- Coppa d'Austria: 1

Kapfenberg Bulls: 2019
- Supercoppa d'Austria: 1

Kapfenberg Bulls: 2018

### Individuale
- MVP Finals campionato austriaco: 1

2019
- MVP Supercoppa d'Austria: 1

2018